# Safi Airways
Safi Airways Co. (en persa: خطوط هوایی صافی‎) fue una aerolínea afgana con sede en Shahr-e-Naw, Kabul. Fue fundada en 2006 por Ghulam Hazrat Safi, un empresario afgano, y John Brayford, su CEO. Era la primera aerolínea privada en Afganistán.
Safi Airways se encontraba en la lista de compañías aéreas prohibidas en la Unión Europea.

## Historia
Safi Airways inició operaciones el 15 de junio de 2009 entre la capital afgana, Kabul y Frankfurt, Alemania. Este servicio fue suspendido el 24 de noviembre de 2010 debido a una prohibición de la UE de restringir a todas las compañías afganas de volar hacia Europa.
El 5 de noviembre de 2009, Safi Airways adquirió un Airbus A340-311, que fue retirado después de la suspensión de la ruta a Frankfurt debido a la prohibición de la UE.
En 2011, Safi Airways sustituyó su Boeing 737-300 por un Airbus A321. Actualmente tienen la intención de adquirir un Airbus A330 para rutas de larga distancia.
La Organización de Aviación Civil Internacional (ICAO) realizó una auditoría a Safi Airways en febrero de 2012, que fue superada con éxito por la línea aérea, siendo la primera aerolínea afgana en calificar para una certificación de aerolínea de pasajeros.

## Destinos

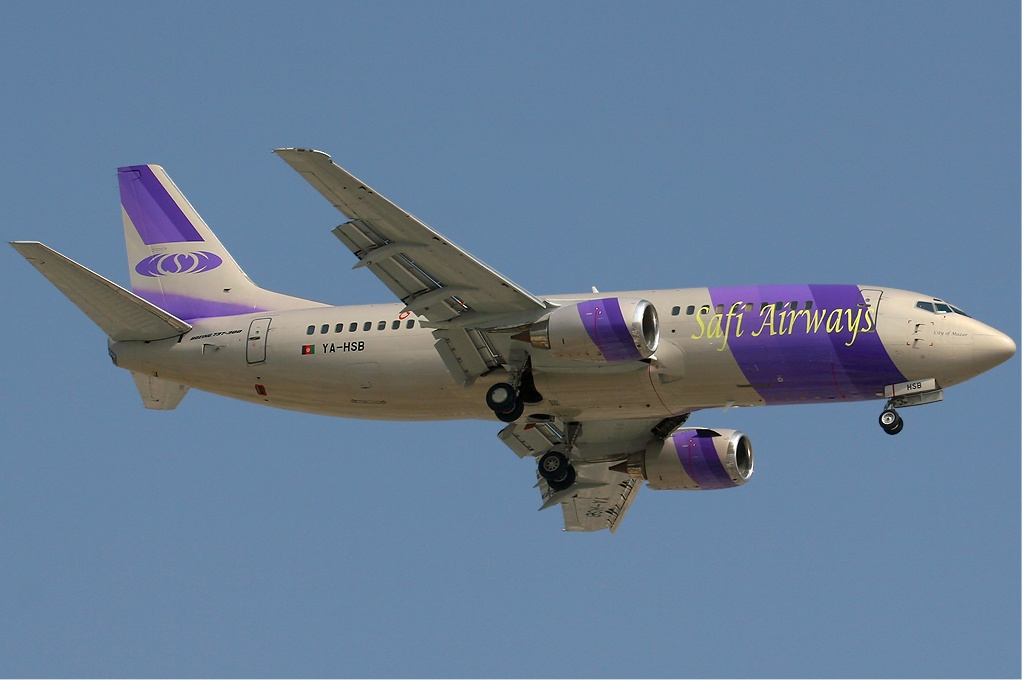
Boeing 737-300 de Safi Airways aterrizando en el Aeropuerto Internacional de Dubái. (2009)

Safi Airways sirve a los siguientes destinos (a abril de 2014):
Afganistán
- Herat – Aeropuerto Internacional de Herat
- Kabul – Aeropuerto Internacional de Kabul Hub
- Kandahar – Aeropuerto Internacional de Kandahar
- Mazar – Aeropuerto de Mazar-e Sarif

India
- Delhi – Aeropuerto Internacional Indira Gandhi

Irán
- Mashhad – Aeropuerto Internacional de Mashhad

Pakistán
- Islamabad – Aeropuerto Internacional Benazir Bhutto[8]

Arabia Saudita
- Riad – Aeropuerto Internacional Rey Khalid
- Yeda – Aeropuerto Internacional Rey Abdulaziz

Emiratos Árabes Unidos
- Dubái – Aeropuerto Internacional de Dubái
- Sharjah – Aeropuerto Internacional de Sharjah

También ha servido a Abu Dabi, Baréin, Kuwait y Londres, Frankfurt en el pasado.

## Flota

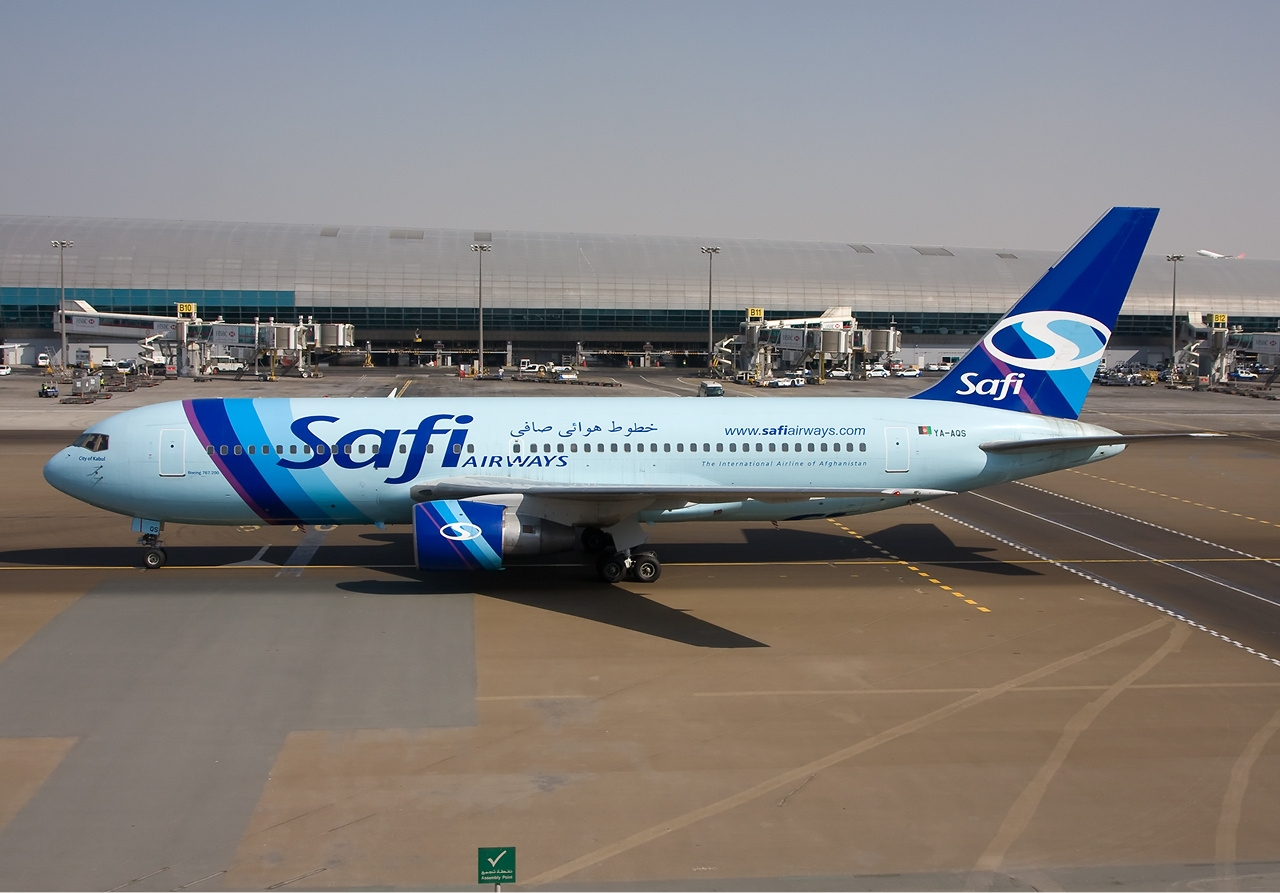
Boeing 767-200ER de Safi Airways en el Aeropuerto Internacional de Dubái. (2010)

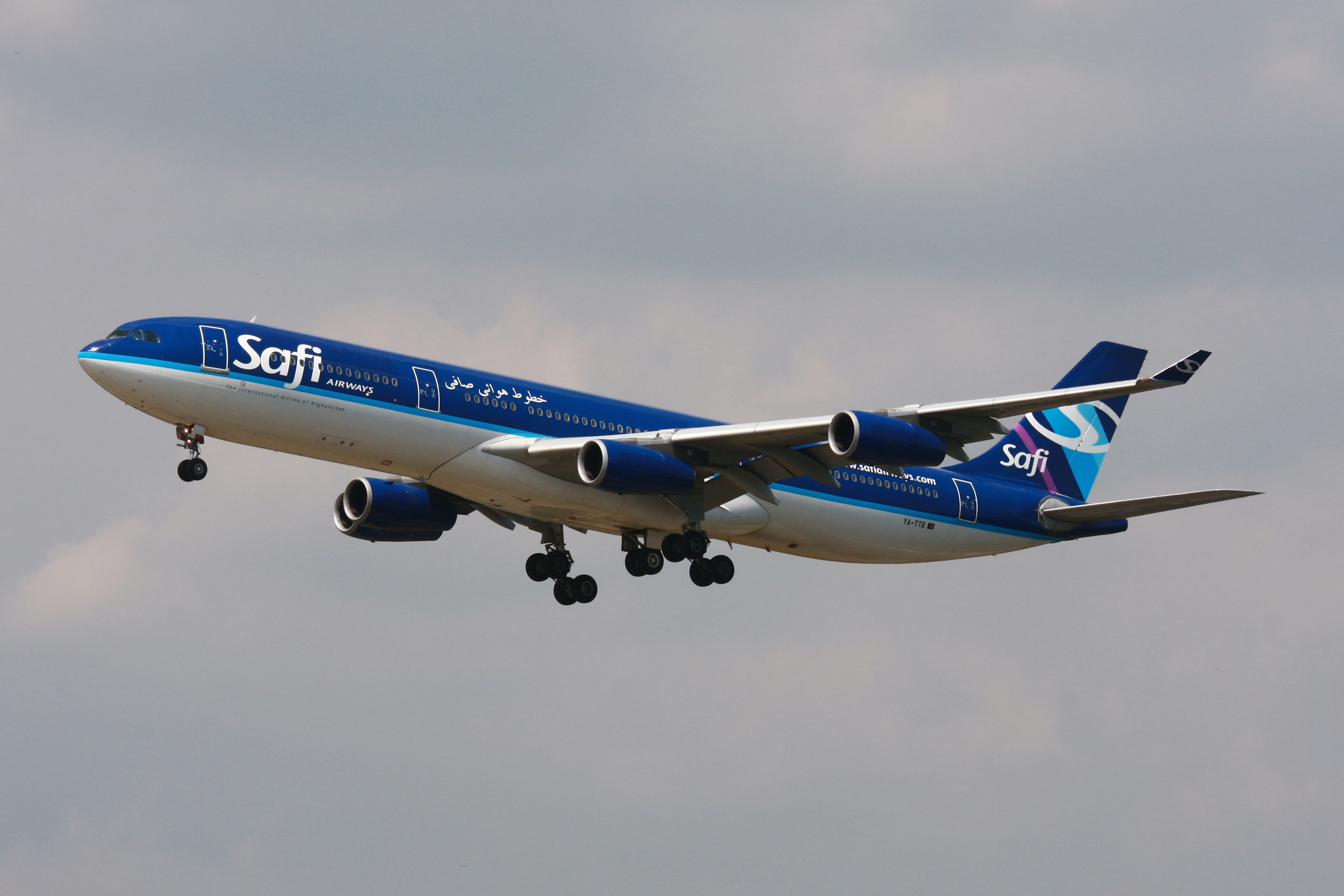
Airbus A340-300 de Safi Airways aterrizando en el Aeropuerto de Frankfurt, Alemania. (2010)

La flota de Safi Airways incluye los siguientes aviones (a septiembre de 2013):

## Flota retirada
Safi Airways operó previamente las siguientes aeronaves: